# Pieve di San Giovanni a Rèmole
La pieve di San Giovanni Battista a Rèmole si trova in località Le Sieci, nel comune di Pontassieve in provincia di Firenze.

## Storia
Ricordata dal 955, fu a capo di un piviere esteso su entrambe le sponde dell'Arno.

## Descrizione
In facciata si imposta la snella ed elegante torre campanaria aperta da sei piani di aperture: monofore nei primi due ordini, seguite da tre piani di bifore, e di nuovo una monofora nella cella campanaria.

### Interno
Presenta un impianto a tre navate divise da sei valichi poggianti su pilastri quadrangolari; la navata centrale è sopraelevata rispetto alle laterali e ha una copertura a capriate a vista; originariamente conclusa da tre absidi, nel XV secolo vennero sostituite da scarselle quadrangolari. La chiesa è stata radicalmente ripristinata nel 1950 quando furono rimosse tutte le integrazioni di epoca barocca.
All'inizio della navata destra si trova il fonte battesimale in marmo, datato 1753 e cinto da una balaustra in pietra serena del XV secolo; dietro al fonte battesimale si trova una terracotta invetriata dell'inizio del XVI secolo raffigurante San Giovanni battista. Al culmine della navata destra è collocato un tabernacolo di epoca rinascimentale in pietra serena; nel coro è collocata la Crocifissione, una tavola attribuita alla bottega del Botticelli.
Dopo i restauri nella scarsella è stata ripristinata la sagoma dell'abside semicircolare di epoca romanica e qui si trovano dei frammenti di affreschi tardo-trecenteschi e la Madonna in trono col Bambino, Angeli e Santi, una tavola duecentesca attribuita a Corso di Buono.

## Piviere di San Giovanni Battista a Rèmole

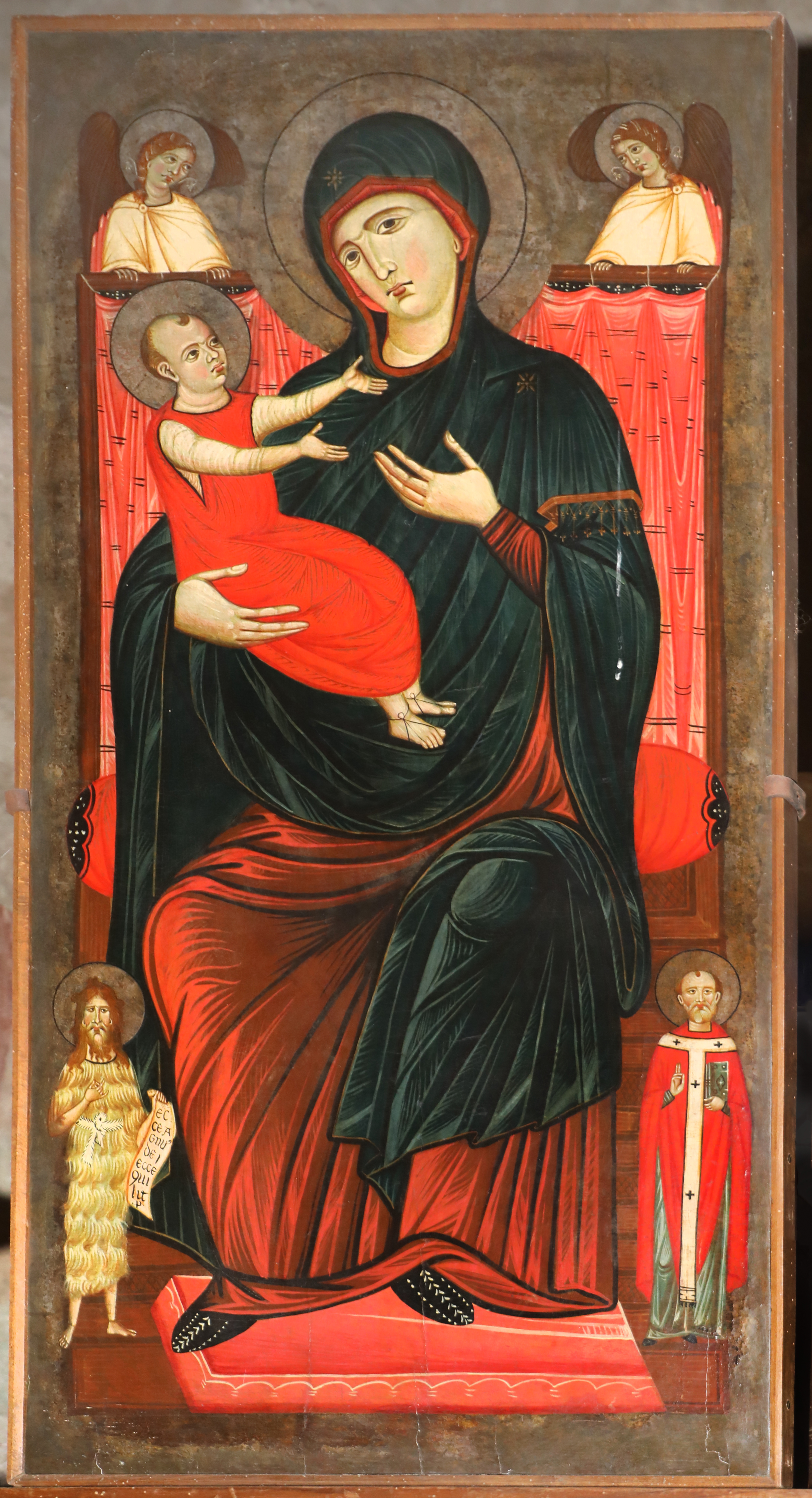
Maestro della Maddalena o Corso di Buono (attr.), Madonna col Bambino in trono tra san Giovanni Battista e un santo vescovo, 1275-1300 circa

- chiesa di San Michele al Pontassieve (eretta nel 1826 in Propositura);
- chiesa di San Martino a Quona;
- chiesa di San Giusto a Quona (annessa alla precedente);
- chiesa di San Donato a Torri;
- chiesa di Santa Maria al Castel di Remole, poi al Remoluzzo (annessa alla seguente);
- chiesa di San Michele a Compiobbi (trasferita nel 1799 al piviere di Villamagna);
- chiesa di Sant'Eugenio al Piano di Rosano; già a Pulliano;
- chiesa di San Martino a Terenzano;
- chiesa di Santa Maria a Pontanico;
- chiesa di San Pietro a Quintole;
- chiesa di San Jacopo al Girone.